# 和光荘
和光荘（わこうそう）は、北海道小樽市の洋館であり、同市にかつて存在した酒造会社・北の誉酒造の2代目社長である野口喜一郎の自邸。野口自らが佐立忠雄（佐立七次郎の子）の助言のもとに設計し、7年がかりで1922年（大正11年）に竣工した。
パリに端を発するアール・デコの幾何学的な装飾を基調とする洋風のデザイン、野口の父・野口吉次郎（北の誉酒造創業者）の郷里である金沢市の伝統的な建築技術を取り入れた和室などの組合せや、全国の歴史的建造物にもみられる小川三知によるステンドグラスなど、様々な装飾品が特徴とされる。
もとは個人住宅であったが、1948年（昭和23年）に和光産業によりホテルとして開業され、1950年（昭和25年）に北海ホテルが、1956年（昭和31年）には北の誉酒造が買収した。1954年（昭和29年）には昭和天皇夫妻の北海道巡幸に際しての宿泊所としても利用され、1958年（昭和33年）には第125代天皇上皇明仁が皇太子時代に宿泊した。その後、経営難により1966年（昭和41年）にホテル業を廃業した。
北の誉酒造は2015年（平成27年）にオエノンホールディングスに吸収されたが、和光荘は2009年（平成21年）に野口の孫の野口禮二（北の誉酒造の4代目社長、後に不動産会社・秀映社社長）が北の誉酒造から買い取って以来、北の誉の経営から離れた野口家が所有するため、オエノンHDの方針の影響を受けずに現存し、建物の外装・内装だけでなく、書籍やニップゲームなどがそのまま保管されている。同2015年4月から予約制・有料で公開され、見学を受け付けていた。
2018年には中国系企業「元大夕張鹿鳴館」が本施設を買収し再活用を行う方針としたが、2019年時点では閉鎖されている。